# Airgam Boys
 (mars 2020).
Airgam Boys (en deux mots) est une marque de figurines  articulées de 8,5 cm de hauteur environ(p. 45),  produites entre les années 1970 et début 2000 par la société espagnole Juquetara Airgam SA, et depuis 2003 par New Toys S.L.

## Histoire de la marque
Si certains historiens de la marque font démarrer la naissance des airgam boys en 1975  (date du dépôt des brevets des premiers modèles) , ce n'est qu'en 1976 qu'est véritablement créée la société Airgam S.A. par les frères Magriá i Deulofeu (Josep et Jordi). Le nom « Airgam » provenant de l'inversion des lettres dans le nom de famille « Magriá »   . 
Les Airgam Boys commencent à être commercialisés en 1976, dans une gamme de figurines articulées de tailles inférieures aux G.I. Joe, Big Jim, Geyperman et Madelman (« Action Joe » en France) ; en même temps que les  « Famobils » espagnols  (ou Playmobils dans les autres pays européens, Famobil étant une licence de Playmobil en Espagne) , qui sont apparus en 1974 en Allemagne ou les « Coman Boys »  en Espagne à cause de l'accroissement du prix du plastique causé par l'augmentation du prix du pétrole,(p. 45).
1976, c'est également l'année où l'entreprise  commercialise ses premières séries qui ont des thèmes divers et ont des références culturelles multiples : le Far-West est bien sûr traité mais également la culture livresque française puisque qu'Airgam boys sort une série consacrée aux héros d'Alexandre Dumas les Trois Mousquetaires.  La culture française sera également à l'honneur l'année suivante avec la sortie d'une série de figurines « Légion Étrangère » et « Guerres napoléoniennes ».
C'est certainement par l'arrivée d'une série consacrée aux footballeurs  en 1982 et au Mondial 1982 organisé en Espagne, que la marque se fait connaitre en France, ses figurines étant disponibles dans les boutiques de jouet mais aussi en supermarché. Notons qu'Airgam boys, pour une raison inexpliquée, ne choisit de représenter que 18 équipes nationales sur les 24 qui participent au  « Mondial » . Sont ainsi ignorées l'équipe de San Salvador et de la Nouvelle-Zélande, mais aussi les équipes d'Afrique francophone, l'Algérie et le Cameroun. La Tchécoslovaquie est également ignorée, alors qu'Airgam boys a représenté toutes  les autres nations de l'ancien bloc de l'Est. Enfin la seule nation de la zone Asie qualifiée, le Koweït, est également ignorée. Frustrés par cela, des passionnés proposent aujourd'hui des figurines customisées.
Toujours dans la série « football », la marque propose également des innovations pour assurer la jouabilité avec ses figurines : un support sur lequel on peut emboiter les pieds d'une figurine pour lui faire tirer dans un ballon, mais aussi une tige que se fixe sur un pivot dans une cage de but pour faire se déplacer le gardien au moyen de la tige. Il est intéressant de constater que bien des années plus tard playmobil a repris ces dispositifs pour sa série consacrée à la Coupe du monde de football  en Russie de 2018 .      
Les Airgam boys ont également été commercialisés dans d'autres pays que l'Espagne et la France; on citera ainsi l'exemple de la Grèce pays dans lequel les figurines sont vendues sous la licence « Pyroplast » . En Amérique latine, elles sont vendues sous le nom d' « Exin Boys ».
Les Airgam boys cessent d'être commercialisés en 2003, en raison d'un litige avec Playmobil; la marque procédait alors plus à des rééditions qu'à la sortie de nouvelles séries. 
Ce qui n’empêche pas les figurines de continuer à faire l'objet d'un commerce entre collectionneurs, principalement en Espagne où les figurines sont vendues dans les foires aux jouets mais aussi sur internet via les sites d'enchères.
Certains passionnés s'amusent même à « customiser » les figurines, pour en créer de nouvelles.

## Les figurines
La tête des figurines peut se décliner en beaucoup de types de visages et cheveux de différentes couleurs et les figurines peuvent avoir différents  types de visages avec les mêmes costumes ou vêtements . Quelques modèles portaient des masques.  La chevelure s'emboite dans la tête grâce à une sorte d'encoche dans la partie postérieure.  
La couleur du corps présente une grande variété.  Les  hanches sont étroites pour pouvoir tenir la ceinture. Les deux jambes disposent de mouvements indépendants, les pieds sont unis aux jambes par un pivot qui permet la stabilité sur le sol. À la fin de la première étape de production, des articulations aux genoux et des coudes sont ajoutées. 
La figurine féminine chez Airgam Boys est bien plus petite et fine que son homologue masculine. Elle porte le nom de « Miss Airgam » . 
La marque a développé plusieurs séries.
Par exemple, la série«  Sport » (notamment football), une collection qui fut très populaire en Espagne, mais aussi dans quelques pays comme la France notamment au moment de la Coupe du Monde de la FIFA 1982.
Ensuite une série dédiée aux militaires  (Romains, soldats médiévaux, guerres napoléoniennes, guerre de sécession, guerres indiennes et deuxième guerre mondiale.) mais également une série consacrée aux services civils.
D'autres thèmes ont également été choisis par la marque : L'espace,  les Monstres classiques,  les super-héros, l'Aventure, et le Cirque.

## Caractéristiques

### Caractéristiques physiques comparées à d'autres marques
Importés en France, après l'apparition des playmobils, il convient de ne pas confondre les airgam boys avec leurs principaux concurrents.
Les différences physiques sont en effet importantes. 
Les Airgam Boys sont plus grands que les figurines playmobil . Ils ont présentés très tôt des mains mobiles alors que les premiers playmobils jusqu'au début des années 1980 n'en comprenaient pas, en tout cas pas avant 1981. 
Ainsi, ils présentent des jambes que l'on peut bouger indépendamment l'une et l'autre, ce que ne reprendra que bien plus tard playmobil pour ses footballeurs.  
Les Airgams Boys présentent ensuite une plus grande variété d'expression sur leur visage et des couleurs de peau plus variées, du moins à l'époque où les deux marques se concurrençaient ; certains airgam boys  pouvaient même  porter  des moustaches et des barbes alors que les playmobils restent plutôt  glabres avec deux yeux ronds une bouche en forme de sourire. Ainsi la marque a développé les figurines suivantes : joueur péruvien portant une moustache, joueur allemand blond, joueur brésilien métis,  officier nordiste afro-américain barbu. 
Enfin, la représentation des figurines féminines n'est pas la même dans les deux marques ; les figurines féminines airgam boys ( « Miss Airgmam » )  sont plus petites que leurs homologues masculines, de taille fine , les figurines féminines playmobils plus rondes, avec un ventre en forme de robe.

### Thèmes traités
Les deux marques ne traitent pas forcément des mêmes thèmes.   
Il apparait que Playmobil n'a sorti que peu de séries consacrées à la guerre pour ne pas dire aucune , alors que son homologue catalane a quant à elle traité la deuxième guerre mondiale, proposant de représenter des soldats allemands, japonais, américains, britanniques  et une gamme de personnages militaires plus importante (police montée canadienne, notamment) ainsi que des engins militaires comme des blindés, jeeps ou des  avions.   
Une autre erreur communément faite est de confondre les figurines Airgam Boys avec celles des « Playbig », marque qui a également disparu.     

### Les Airgam Boys et l'Histoire contemporaine
L'histoire mouvementée  de l'Espagne se retrouve également  dans certaines figurines de la marque : ainsi dans la série « football », les joueurs de  l'équipe nationale espagnole ont vu leur écusson modifié : de l'aigle franquiste au départ à l'écusson de la fédération actuelle, qui est  celui de la démocratie. Un auteur associe également la sortie de certaines séries comme celle des mousquetaires à l'air de liberté qui souffla au moment de la transition démocratique en Espagne en 1976(p. 50).     
Apparues pendant la guerre froide, les figurines sont aussi les témoins de cette époque car  dans la série football les joueurs des pays du pacte de Varsovie étaient représentés:  ceux de l'Union Soviétique, mais également ceux de la Yougoslavie, de la Hongrie et de la Pologne.